# 渡辺信一郎 (中国史学者)
渡辺 信一郎（わたなべ しんいちろう、1949年 - ）は、日本の東洋史学者。専門は中国古代史。京都府立大学第12代学長。

## 経歴
1949年生まれ。京都大学大学院文学研究科で学び、1976年に博士課程を単位取得退学。
1976年、京都府立大学に採用され、1999年に教授に昇任。2006年より文学部長を務めた。2011年から2014年まで、京都府立大学第12代学長をつとめた。

## 研究内容・業績
専門は中国古代史。
最初の遣隋使の年代をめぐって
2007年に行なった研究発表で、『日本書紀』に記載されていない600年の最初の遣隋使について、その実在を傍証する新たな論点として、『隋書』や『日本書紀』に記述された607年の遣隋使の帰国歓迎式典の描写を指摘し、注目された。

## おもな著作

### 単著
- 『中国古代国家の思想構造：専制国家とイデオロギー』校倉書房 1994[6]
- 『天空の玉座：中国古代帝国の朝政と儀礼』柏書房 1996[7]
  - 『増補 天空の玉座』法蔵館文庫 2024[8]
- 『中国古代の王権と天下秩序：日中比較史の視点から』校倉書房 2003[9]
- 『中国古代の財政と国家』汲古書院 2010[10]
- 『中国古代の楽制と国家：日本雅楽の源流』文理閣 2013[11]
- 『中華の成立 唐代まで』(シリーズ 中国の歴史 1) 岩波新書 2019[12]

### 論文
- 1973「漢六朝期の大土地所有制研究をめぐって」『東洋史研究』32(3),103-112頁.
- 1974「漢六朝期における大土地所有と経営(上)」『東洋史研究』33(1),1-26頁.
- 1974「漢六朝期における大土地所有と経営(下)」『東洋史研究』33(2),57-85頁.
- 1978「"仁孝"：あるいは二－七世紀中国における一イデオロギ-形態と国家」『史林』61(2),210-239頁.
- 1979「清-あるいは二－七世紀中国における一イデオロギー形態と国家」『京都府立大學學術報告. 人文』31,pp.1-16.
- 1981「呂氏春秋上農篇蠡測：秦漢時代の社会編成」『京都府立大學學術報告. 人文』33,15-55頁.
- 1983「荀子の国家論」『史林』66(1),1-32頁.
- 1984「白居易の慙愧：唐宋変革期における農業構造の発展と下級官人層」『京都府立大學學術報告. 人文』36,1-39頁.
- 1985「阡陌制論」『東洋史研究』43(4),34-58頁.
- 1986「孝経の制作とその背景」『史林』69(1),53-85頁.
- 1988「唐代後半期の中央財政:戸部財政を中心に」『京都府立大學學術報告. 人文』40,1-30頁.
- 1989「漢代の財政運営と国家的物流」『京都府立大學學術報告. 人文』41,1-20頁.
- 1992「中国古代専制国家論」『歴史評論』504,71-93頁.
- 1992「漢代更卒制度の再検討：服虔-浜口説批判」『東洋史研究』51(1),1-28頁.
- 1999「「天下」のイデオロギー構造：唐代中国を中心に」『日本史研究』440,36-49頁.
- 1999「天下の領域構造：戦国秦漢期を中心に」『京都府立大学学術報告. 人文・社会』51,17-43頁.
- 2000「三五発卒攷実：六朝期の兵役・力役徴発方式と北魏の三長制」『洛北史学』2,1-15頁.
- 2000「宮闕と園林：3〜6世紀中国における皇帝権力の空間構成」『考古学研究』47(2),12-28頁.
- 2001「戸調制の成立：賦斂から戸調へ」『東洋史研究』60(3),32-63頁.
- 2003「唐代前期における農民の軍役負担」『京都府立大学学術報告. 人文・社会』55,1-21頁.
- 2005「隋文帝の楽制改革：鼓吹楽の再編を中心に」『唐代史研究』8,39-55頁.
- 2005「北宋天聖令による唐開元二十五年賦役令の復原並びに訳注(未定稿)」『京都府立大学学術報告. 人文・社会 』57,83-138頁.
- 2006「隋の楽制と帝国構造：散楽と正月十五日の民間習俗」『史学研究』252,21-38頁.
- 2006「北宋天聖令による唐開元二十五年令田令の復原並びに訳注」『京都府立大学学術報告. 人文・社会』58,39-106頁.
- 2008「唐代前期賦役制度の再検討：雑徭を中心に」『唐代史研究』11,3-29頁.
- 2009「唐代前期律令制下の財政的物流と帝国編成 」『国立歴史民俗博物館研究報告』152,171-199頁.
- 2009「雅楽の来た道:遣唐使と音楽」『専修大学社会知性開発研究センター東アジア世界史研究センター年報』2,5-20頁.
- 2013「定額制の成立：唐代後半期における財務運営の転換」『国立歴史民俗博物館研究報告』179,455-480頁.

### 書評
- 1976「堀敏一著「均田制の研究：中国古代国家の土地政策と土地所有制」」『東洋史研究』35(3),182-187頁.
- 2001「書評 重近啓樹『秦漢税役体系の研究』」『歴史学研究』746,35-59頁.
- 2009「書評 太田幸男『中国古代国家形成史論』」『歴史学研究』853,40-43頁.

### 訳注
- 『『魏書』食貨志・『隋書』食貨志訳注』汲古書院 2008[13].